# باسكال بلوفي
باسكال بلوفي (مواليد 7 مايو 1965) هو لاعب كرة قدم. يلعب مع منتخب بلجيكا لكرة القدم. سبق له أن لعب في كأس العالم لكرة القدم مع منتخب بلاده.

## مسيرته الكروية
لعب باسكال بلوفي خلال مسيرته الاحترافية مع ناديين في أربعة عشر موسمًا وسجل خلالها 3 أهداف ضمن 202 مباراة. حيث فاز في أربعة مواسم بالكأس وفي ثلاثة مواسم بالدوري.
خاض باسكال بلوفي مسيرته مع نادي كلوب بروج في موسم 1984–85 في المرة الأولى ولمدة موسمين ثم في موسم 1988–89 ليلعب معه ثمانية مواسم، مشاركًا طوالها في 154 مباراة سجل خلالها 3 أهداف. ثم انتقل إلى نادي رويال أنتويرب في موسم 1986–87 في المرة الأولى ولمدة موسمين ثم في موسم 1996–97 ولمدة موسمين، حيث شارك طوالها في 48 مباراة ولم يسجل أي هدف.

## روابط خارجية
- باسكال بلوفي على موقع الاتحاد الدولي (مؤرشف)  (الإنجليزية)
- باسكال بلوفي على موقع الاتحاد البلجيكي (الإنجليزية)
- باسكال بلوفي على موقع قاعدة بيانات كرة القدم.إي يو (الإنجليزية)
- باسكال بلوفي على موقع ناشيونال فوتبول تيمز (الإنجليزية)
- باسكال بلوفي على موقع Soccerway.com (الإنجليزية)
- باسكال بلوفي على موقع عالم كرة القدم.نت (الإنجليزية)